# إن. إيفانز
إن. إيفانز (بالإنجليزية: Josh Evans)‏ (و. 1991  م) هو لاعب كرة قدم أمريكية، من الولايات المتحدة، يلعب كمُؤمن ‏.

## التعليم
تعلم في جامعة فلوريدا.